# 赵亚力
赵亚力（1955年12月—），天津人，中华人民共和国政治人物、外交官。

## 生平
1970年，入读天津外国语学校学习英语。1973年，赴希腊塞萨洛尼基亚里士多德大学学习希腊语。1977年，进入中华人民共和国外交部工作，先后在外交部领事司、外交部西欧司任职。1998年，任驻希腊大使馆参赞。2003年，任北京奥组委国联部专家。2005年12月，出任中华人民共和国驻塞浦路斯大使。2010年，任上海世博会中国政府副总代表。2011年11月，出任中华人民共和国驻乌干达大使。2016年9月，自驻乌干达大使离任。2020年5月，任中国太平洋经济合作全国委员会副会长。